# Spermidina
La spermidina, detta anche monoamminopropilputresceina, è una poliammina biogena, oltre che un prodotto intermedio ottenuto durante la formazione della spermina dalla putresceina e dalla S-adenosilmetionina decarbossilata.
Il nome spermidina deriva dal liquido seminale umano (sperma), in quanto Philipp Schreiner la isolò dallo sperma nel 1870 pubblicando questa e altre scoperte nella rivista Annalen der Chemie (Annali di chimica) di Justus Liebigs con il titolo Ueber eine neue organische Basis in thierischen Organismen (Su una nuova base organica negli organismi animali) nel 1878.[2]
Stando alle attuali conoscenze, la spermidina è presente in tutti gli organismi viventi e in tutte le cellule del corpo ed è strettamente legata alla crescita cellulare. Tuttavia, l’esatta funzione fisiologica della spermidina nelle cellule in fase di crescita, ad esempio nella sintesi degli acidi nucleici e delle proteine, o nella stabilizzazione della membrana cellulare, non è ancora del tutto chiara.[3][4] La quantità di spermidina presente nell’organismo aumenta in caso di accelerazione del metabolismo, mentre a seguito di un rallentamento del metabolismo, la sua produzione diminuisce. Inoltre, la concentrazione di spermidina endogena diminuisce con l’invecchiamento.[5]

## Presenza negli alimenti
Gli alimenti con un alto contenuto di spermidina sono grano o germe di grano, formaggio stagionato, funghi, prodotti della soia e leguminose.[6]
A titolo di confronto: il contenuto di spermidina del plasma seminale umano (eiaculato privo di cellule) ammonta a 15–50 mg/L (valore medio: 31 mg/L).[7]
| Alimento                                | Spermidina mg/kg | Note        |
| Germe di grano                          | 243              | [8]         |
| Soia, disidratata                       | 207              | Giappone[6] |
| Formaggio Cheddar, stagionato da 1 anno | 199              | [6]         |
| Soia, disidratata                       | 128              | Germania[6] |
| Semi di zucca                           | 104              | Austria     |
| Funghi shitake                          | 89               | Giappone[6] |
| Crusca di riso                          | 50               | [6]         |
| Fegato di pollo                         | 48               | [6]         |
| Piselli                                 | 46               | [6]         |
| Carne macinata, bovino                  | 37               | [9]         |
| Mais                                    | 32               | [9]         |
| Mango                                   | 30               | [6]         |
| Ceci                                    | 29               | [6]         |
| Aneto                                   | 29               | [9]         |
| Sedano                                  | 27               | [9]         |
| Cavolfiore (cotto)                      | 25               | [6]         |
| Broccolo (cotto)                        | 25               | [6]         |
| Nocciole                                | 21               | [9]         |
| Lattuga cappuccia                       | 19               | [9]         |
| Gombo                                   | 19               | [9]         |
| Pane integrale                          | 18               | [9]         |
| Spinaci                                 | 16               | [9]         |
| Melone                                  | 12               | [9]         |

## Ricerca
La spermidina esercita un’azione rafforzativa sull’autofagia, un processo cellulare fondamentale per l’attività generale delle proteine e per la funzione dei mitocondri e dei cardiomiociti (cellule del muscolo cardiaco). In esperimenti animali condotti sulla Drosophila è stato dimostrato che un apporto di spermidina con la dieta ostacola la demenza dovuta all’età.
Uno studio del 2024 l'ha messa in relazione ai benefici del digiuno e della restrizione calorica.
Un gruppo di ricerca del biologo molecolare Frank Madeo, di Graz, è riuscito a individuare nei topi di laboratorio la prova che la spermidina protegge dalle patologie cardiovascolari, contribuendo in questo modo al prolungamento della vita. Migliorando la funzione diastolica, la spermidina rallenta l’invecchiamento cardiaco. In esperimenti condotti sugli animali è stato dimostrato che l’ipertonia, uno dei principali fattori dello scompenso cardiaco, viene ridotta dalla spermidina. La spermidina riduce anche l’accumulo di liquidi a livello polmonare e sistemico, caratteristico dello scompenso cardiaco. Nell’ambito delle sperimentazioni è stato rilevato anche un effetto protettivo nei confronti della funzionalità renale. L’assunzione di spermidina con la dieta era inversamente correlata alla comparsa di scompenso cardiaco. Nei gruppi in studio (assunzione elevata o bassa), il rischio di malattia del gruppo con assunzione elevata risultava ridotto del 40%.
Nell’agosto del 2018, medici e ricercatori di origine austriaca, francese e inglese hanno pubblicato i risultati di uno studio clinico prospettico durato vent’anni (1995-2015), nel corso del quale è stata regolarmente valutata l’assunzione di spermidina in un gruppo di persone attraverso la dieta. Allo studio hanno partecipato 829 persone di età compresa tra 45 e 84 anni (percentuale maschile: 49%). Durante questo periodo di tempo, sono deceduti 341 partecipanti, così distribuiti: 40,5% nel terzo inferiore di assunzione di spermidina, 24% nel terzo medio e 15% nel terzo superiore. La differenza, in termini di rischio di mortalità, tra il terzo superiore e il terzo inferiore delle assunzioni di spermidina era simile a quella associata con un’età di 5,7 anni più giovane.
In studi condotti su modelli cellulari, i virologi dell’ospedale universitario della Charité di Berlino, Christian Drosten e Marcel Müller, hanno dimostrato che le cellule polmonari umane infettate con il virus SARS-CoV-2 esibivano una ridotta autofagia. Inoltre, il livello di spermidina nelle cellule in questione risultava fortemente ridotto.
Gli autori dello studio sono giunti alla conclusione che siano possibili ulteriori sviluppi di ricerca, sia in ambito terapeutico che sul fronte della prevenzione. Mancano, tuttavia, ad oggi studi specifici sull’uomo e non è noto se sia effettivamente possibile ottenere concentrazioni tissutali efficaci di spermidina attraverso l’assunzione orale.
Nel 2018, nell’ambito di uno studio clinico controllato randomizzato, alcuni ricercatori hanno dimostrato che, rispetto al gruppo di controllo, che aveva assunto solo un placebo, nel gruppo di trattamento, l’assunzione di spermidina era associata a un positivo impatto sulla performance di memoria in soggetti anziani con un declino cognitivo soggettivo.

## Tollerabilità ed effetti indesiderati
In uno studio di fase II della durata di tre mesi su un estratto vegetale ricco di spermidina, è stata riscontrata una buona tollerabilità negli anziani con un forte deficit cognitivo alla dose di 1,2 mg al giorno.[18] Al confronto, nei modelli animali sui topi, le dosi alle quali era possibile misurare un effetto stimolante sull’autofagia erano pari a 50 mg/kg di peso corporeo e tramite somministrazione intraperitoneale. A un decimo della dose, tale effetto era nettamente più debole.[19]
Attualmente non esistono farmaci autorizzati che abbiano come principio attivo la spermidina; solo integratori alimentari. Un determinato tipo di estratto di germe di grano con spermidina è autorizzato come nuovo alimento (Novel Food) e può essere commercializzato con la scritta “Estratto di germe di grano a elevato contenuto di spermidina” come integratore alimentare per adulti (fatta eccezione per le donne in gravidanza o allattamento). La quantità massima autorizzata di spermidina è di 6 mg al giorno.[20]